# WTA-toernooi van Philadelphia
Het WTA-toernooi van Philadelphia is een voormalig tennistoernooi voor vrouwen dat in de jaren 1970 alsmede van 1991 tot en met 2005 plaatsvond in de Amerikaanse stad Philadelphia. De officiële naam van het toernooi was in eerste instantie Virginia Slims of Philadelphia, en laatstelijk Advanta Championships.
De WTA organiseerde het toernooi, dat sinds 1991 in de categorie "Tier II" viel (met uitzondering van de jaren 1993–1995 toen het tot de categorie "Tier I" behoorde) en op overdekte banen werd gespeeld op hardcourt of tapijt.
Er werd door 28 deelneemsters per jaar gestreden om de titel in het enkelspel, en door 16 paren om de dubbelspeltitel. Aan het kwalificatietoernooi voor het enkelspel namen 32 speelsters deel, met vier plaatsen in het hoofdtoernooi te vergeven.

## Geschiedenis
In 2003 heeft het toernooi de toernooilicentie overgenomen van het Duitse WTA-toernooi van Hamburg.

## Officiële namen
- 1970: ITPA Indoor Open
- 1971: Indoor Championships
- 1973: Max Pax Coffee Classic
- 1974–1978: Virginia Slims of Philadelphia
- 1979: Avon Championships of Philadelphia
- 1991–1994: Virginia Slims of Philadelphia
- 1995–2005: Advanta Championships

## Meervoudig winnaressen enkelspel
| speelster           | aantal titels | in de jaren      |
| ------------------- | ------------- | ---------------- |
| Steffi Graf         | 3             | 1992, 1995, 1998 |
| Amélie Mauresmo     | 3             | 2003–2005        |
| Billie Jean Moffitt | 2             | 1960, 1961       |
| Margaret Court      | 2             | 1970, 1973       |
| Chris Evert         | 2             | 1977, 1978       |
| Lindsay Davenport   | 2             | 1999, 2000       |

## Enkel- en dubbelspeltitel in één jaar
| speelster           | in het jaar |
| ------------------- | ----------- |
| Billie Jean Moffitt | 1961        |
| Rosie Casals        | 1971        |
| Margaret Court      | 1973        |

## Finales

### Enkelspel
| Datum      | Naam                                      | Cat.          | ($)           | Ondergrond        | Winnares            | Verliezend finaliste    | Uitslag       |               |
| ---------- | ----------------------------------------- | ------------- | ------------- | ----------------- | ------------------- | ----------------------- | ------------- | ------------- |
| 1960-08-01 | Philadelphia District Grass Court Champ's |               |               | gras, buiten      | Billie Jean Moffitt | Carole Caldwell         | 6-1, 6-0      | details       |
| 1961-07-31 | Philadelphia District Grass Court Champ's |               |               | gras, buiten      | Billie Jean Moffitt | Edda Buding             | 6-3, 6-4      | details       |
| 1962-07-15 | Middle States Grass Court Championships   |               |               | gras, buiten      | Margaret Varner     | Margaret duPont         | 10-8, 6-3     | details       |
| 1963–1969  | geen toernooi                             | geen toernooi | geen toernooi | geen toernooi     | geen toernooi       | geen toernooi           | geen toernooi | geen toernooi |
| 1970-02-02 | ITPA Indoor Open                          |               | 7.500         | hardcourt, binnen | Margaret Court      | Billie Jean King        | 6-3, 7-6      | details       |
| 1971-02-09 | Indoor Championships                      |               | 12.500        | hardcourt, binnen | Rosie Casals        | Françoise Dürr          | 6-3, 3-6, 6-2 | details       |
| 1972       | geen toernooi                             | geen toernooi | geen toernooi | geen toernooi     | geen toernooi       | geen toernooi           | geen toernooi | geen toernooi |
| 1973-04-02 | Max Pax Coffee Classic                    |               | 50.000        | hardcourt, binnen | Margaret Court      | Kerry Harris            | 6-1, 6-0      | details       |
| 1974-04-22 | VS of Philadelphia                        |               | 50.000        | hardcourt, binnen | Olga Morozova       | Billie Jean King        | 7-6, 6-1      | details       |
| 1975-03-24 | VS of Philadelphia                        |               | 75.000        | hardcourt, binnen | Virginia Wade       | Chris Evert             | 7-5, 6-4      | details       |
| 1976-03-29 | VS of Philadelphia                        |               | 75.000        | hardcourt, binnen | Evonne Goolagong    | Chris Evert             | 6-3, 7-6      | details       |
| 1977-03-14 | VS of Philadelphia                        |               | 100.000       | hardcourt, binnen | Chris Evert         | Martina Navrátilová     | 6-4, 4-6, 6-3 | details       |
| 1978-03-20 | VS of Philadelphia                        |               | 100.000       | hardcourt, binnen | Chris Evert         | Billie Jean King        | 6-0, 6-4      | details       |
| 1979-03-05 | Avon Championships                        |               | 125.000       | hardcourt, binnen | Wendy Turnbull      | Virginia Wade           | 5-7, 6-3, 6-2 | details       |
| 1980–1990  | geen toernooi                             | geen toernooi | geen toernooi | geen toernooi     | geen toernooi       | geen toernooi           | geen toernooi | geen toernooi |
| 1991-11-11 | VS of Philadelphia                        | Tier II       | 350.000       | tapijt, binnen    | Monica Seles        | Jennifer Capriati       | 7-5, 6-1      | details       |
| 1992-11-09 | VS of Philadelphia                        | Tier II       | 350.000       | tapijt, binnen    | Steffi Graf         | Arantxa Sánchez Vicario | 6-3, 3-6, 6-1 | details       |
| 1993-11-08 | VS of Philadelphia                        | Tier I        | 750.000       | tapijt, binnen    | Conchita Martínez   | Steffi Graf             | 6-3, 6-3      | details       |
| 1994-11-07 | VS of Philadelphia                        | Tier I        | 750.000       | tapijt, binnen    | Anke Huber          | Mary Pierce             | 6-0, 6-7, 7-5 | details       |
| 1995-11-06 | Advanta Championships                     | Tier I        | 806.250       | tapijt, binnen    | Steffi Graf         | Lori McNeil             | 6-1, 4-6, 6-3 | details       |
| 1996-11-11 | Advanta Championships                     | Tier II       | 450.000       | tapijt, binnen    | Jana Novotná        | Steffi Graf             | 6-4, opg.     | details       |
| 1997-11-10 | Advanta Championships                     | Tier II       | 450.000       | tapijt, binnen    | Martina Hingis      | Lindsay Davenport       | 7-5, 6-7, 7-6 | details       |
| 1998-11-09 | Advanta Championships                     | Tier II       | 450.000       | tapijt, binnen    | Steffi Graf         | Lindsay Davenport       | 4-6, 6-3, 6-4 | details       |
| 1999-11-08 | Advanta Championships                     | Tier II       | 520.000       | tapijt, binnen    | Lindsay Davenport   | Martina Hingis          | 6-3, 6-4      | details       |
| 2000-11-06 | Advanta Championships                     | Tier II       | 535.000       | tapijt, binnen    | Lindsay Davenport   | Martina Hingis          | 7-6, 6-4      | details       |
| 2001–2002  | geen toernooi                             | geen toernooi | geen toernooi | geen toernooi     | geen toernooi       | geen toernooi           | geen toernooi | geen toernooi |
| 2003-10-27 | Advanta Championships                     | Tier II       | 585.000       | hardcourt, binnen | Amélie Mauresmo     | Anastasija Myskina      | 5-7, 6-0, 6-2 | details       |
| 2004-11-01 | Advanta Championships                     | Tier II       | 585.000       | hardcourt, binnen | Amélie Mauresmo     | Vera Zvonarjova         | 3-6, 6-2, 6-2 | details       |
| 2005-10-31 | Advanta Championships                     | Tier II       | 585.000       | hardcourt, binnen | Amélie Mauresmo     | Jelena Dementjeva       | 7-5, 2-6, 7-5 | details       |

### Dubbelspel
| Datum      | Naam                                      | Cat.          | ($)           | Ondergrond        | Winnaressen                         | Verliezend finalistes            | Uitslag       |               |
| ---------- | ----------------------------------------- | ------------- | ------------- | ----------------- | ----------------------------------- | -------------------------------- | ------------- | ------------- |
| 1960-08-01 | Philadelphia District Grass Court Champ's |               |               | gras, buiten      | Katherine Chabot Karen Hantze       | Donna Floyd Belmar Gunderson     | 4-6, 6-3, 6-4 | details       |
| 1961-07-31 | Philadelphia District Grass Court Champ's |               |               | gras, buiten      | Carole Caldwell Billie Jean Moffitt | Edda Buding Belmar Gunderson     | 6-2, 6-3      | details       |
| 1962-07-15 | Middle States Grass Court Championships   |               |               | gras, buiten      | Justina Bricka Margaret Smith       | Margaret duPont Margaret Varner  | 7-5, 6-1      | details       |
| 1963–1970  | geen toernooi                             | geen toernooi | geen toernooi | geen toernooi     | geen toernooi                       | geen toernooi                    | geen toernooi | geen toernooi |
| 1971-02-09 | Indoor Championships                      |               | 12.500        | hardcourt, binnen | Rosie Casals Billie Jean King       |                                  | walk-over     | details       |
| 1972       | geen toernooi                             | geen toernooi | geen toernooi | geen toernooi     | geen toernooi                       | geen toernooi                    | geen toernooi | geen toernooi |
| 1973-04-02 | Max Pax Coffee Classic                    |               | 50.000        | hardcourt, binnen | Margaret Court Lesley Hunt          | Françoise Dürr Betty Stöve       | 6-1, 3-6, 6-2 | details       |
| 1974-04-22 | VS of Philadelphia                        |               | 50.000        | hardcourt, binnen | Rosie Casals Billie Jean King       | Kerry Harris Lesley Hunt         | 6-3, 7-6      | details       |
| 1975-03-24 | VS of Philadelphia                        |               | 75.000        | hardcourt, binnen | Evonne Goolagong Betty Stöve        | Rosie Casals Billie Jean King    | 4-6, 6-4, 7-6 | details       |
| 1976-03-29 | VS of Philadelphia                        |               | 75.000        | hardcourt, binnen | Billie Jean King Betty Stöve        | Rosie Casals Françoise Dürr      | 7-6, 6-4      | details       |
| 1977-03-14 | VS of Philadelphia                        |               | 100.000       | hardcourt, binnen | Françoise Dürr Virginia Wade        | Martina Navrátilová Betty Stöve  | 6-4, 4-6, 6-4 | details       |
| 1978-03-20 | VS of Philadelphia                        |               | 100.000       | hardcourt, binnen | Kerry Reid Wendy Turnbull           | Françoise Dürr Virginia Wade     | 6-3, 7-5      | details       |
| 1979-03-05 | Avon Championships                        |               | 125.000       | hardcourt, binnen | Françoise Dürr Betty Stöve          | Renée Richards Virginia Wade     | 6-4, 6-2      | details       |
| 1980–1990  | geen toernooi                             | geen toernooi | geen toernooi | geen toernooi     | geen toernooi                       | geen toernooi                    | geen toernooi | geen toernooi |
| 1991-11-11 | VS of Philadelphia                        | Tier II       | 350.000       | tapijt, binnen    | Jana Novotná Larisa Neiland         | Mary Joe Fernandez Zina Garrison | 6-2, 6-4      | details       |
| 1992-11-09 | VS of Philadelphia                        | Tier II       | 350.000       | tapijt, binnen    | Gigi Fernández Natallja Zverava     | Conchita Martínez Mary Pierce    | 6-1, 6-3      | details       |
| 1993-11-08 | VS of Philadelphia                        | Tier I        | 750.000       | tapijt, binnen    | Katrina Adams Manon Bollegraf       | Conchita Martínez Larisa Neiland | 6-2, 4-6, 7-6 | details       |
| 1994-11-07 | VS of Philadelphia                        | Tier I        | 750.000       | tapijt, binnen    | Gigi Fernández Natallja Zverava     | Gabriela Sabatini Brenda Schultz | 4-6, 6-4, 6-2 | details       |
| 1995-11-06 | Advanta Championships                     | Tier I        | 806.250       | tapijt, binnen    | Lori McNeil Helena Suková           | Meredith McGrath Larisa Neiland  | 4-6, 6-3, 6-4 | details       |
| 1996-11-11 | Advanta Championships                     | Tier II       | 450.000       | tapijt, binnen    | Lisa Raymond Rennae Stubbs          | Nicole Arendt Lori McNeil        | 6-4, 3-6, 6-3 | details       |
| 1997-11-10 | Advanta Championships                     | Tier II       | 450.000       | tapijt, binnen    | Lisa Raymond Rennae Stubbs          | Lindsay Davenport Jana Novotná   | 6-3, 7-5      | details       |
| 1998-11-09 | Advanta Championships                     | Tier II       | 450.000       | tapijt, binnen    | Jelena Lichovtseva Ai Sugiyama      | Monica Seles Natallja Zverava    | 7-5, 4-6, 6-2 | details       |
| 1999-11-08 | Advanta Championships                     | Tier II       | 520.000       | tapijt, binnen    | Lisa Raymond Rennae Stubbs          | Chanda Rubin Sandrine Testud     | 6-1, 7-6      | details       |
| 2000-11-06 | Advanta Championships                     | Tier II       | 535.000       | tapijt, binnen    | Martina Hingis Anna Koernikova      | Lisa Raymond Rennae Stubbs       | 6-2, 7-5      | details       |
| 2001–2002  | geen toernooi                             | geen toernooi | geen toernooi | geen toernooi     | geen toernooi                       | geen toernooi                    | geen toernooi | geen toernooi |
| 2003-10-27 | Advanta Championships                     | Tier II       | 585.000       | hardcourt, binnen | Martina Navrátilová Lisa Raymond    | Cara Black Rennae Stubbs         | 6-3, 6-4      | details       |
| 2004-11-01 | Advanta Championships                     | Tier II       | 585.000       | hardcourt, binnen | Alicia Molik Lisa Raymond           | Liezel Huber Corina Morariu      | 7-5, 6-4      | details       |
| 2005-10-31 | Advanta Championships                     | Tier II       | 585.000       | hardcourt, binnen | Cara Black Rennae Stubbs            | Lisa Raymond Samantha Stosur     | 6-4, 7-6      | details       |

1991 · 1992 · 1993 · 1994 · 1995 · 1996 · 1997 · 1998 · 1999 · 2000 · 2001 · 2002 · 2003 · 2004 · 2005
ITF-toernooien (mannen en vrouwen)

ATP-toernooien (mannen) – ATP-seizoen 2025

WTA-toernooien (vrouwen) – WTA-seizoen 2025

Voormalige toernooien mannen
Voormalige toernooien vrouwen
Voormalige amateurtoernooien
 Hamburg (1987-2002) →  Philadelphia (2003-2005)